# Mihai Mălaimare Jr.
Mihai Mălaimare Jr. (Bucareste, 1975) é um diretor de fotografia romeno.